# Heodes theages
Heodes theages är en fjärilsart som beskrevs av Hans Fruhstorfer 1917. Heodes theages ingår i släktet Heodes och familjen juvelvingar. Inga underarter finns listade i Catalogue of Life.